# 기이오
기이오(紀夷吾, ? ~ 기원전 110년)는 전한 중기의 제후로, 개국공신 기통의 손자이다.

## 생애
원삭 원년(기원전 128년), 아버지 기상부의 뒤를 이어 양평후(襄平侯)에 봉해졌다.
원봉 원년(기원전 110년)에 죽었고, 후사가 없어 봉국은 폐지되었다.

## 출전
- 사마천, 《사기》 권18 고조공신후자연표
- 반고, 《한서》 권16 고혜고후문공신표

| 전임 아버지 양평강후 기상부 | 전한의 양평후 기원전 128년 ~ 기원전 110년 | 후임 (봉국 폐지) |